# 俄亥俄 (紐約州)
俄亥俄（英語：Ohio）是一個位於美國紐約州赫基默縣的鎮。

## 人口
根據2020年美國人口普查的數據，俄亥俄的面積為796.60平方千米，當中陸地面積為780.44平方千米，而水域面積為16.16平方千米。當地共有人口962人，而人口密度為每平方千米1人。